# Contes et comptes de la cour
Pour plus de détails, voir Fiche technique et Distribution.
Contes et comptes de la cour est un documentaire français réalisé par Éliane de Latour et sorti en 1993.

## Synopsis
Dans un harem en milieu musulman au Niger, quatre épouses se trouvent recluses depuis que leur mari est devenu Chef. Grâce à des intermédiaires, elles mènent des entreprises commerciales aux bénéfices minuscules. Flux et reflux des colporteurs, des voisines, des marchandises : l'argent traverse les murs. 
Loin du gain ou de la performance, chaque centime gagné est une petite conquête de liberté; c’est aussi l’expression d’une force intérieure en lutte contre le vide. 
Mais une 5éme très jeune épouse, Hadiza, provoque des jalousies. «Tu deviens vieille quand on t'amène une plus jeune» regrette Rabi, la deuxiéme femme. Une vendeuse de philtres d'amour passe... Rancœurs et jalousies persistent.
Première mondiale - Festival de Berlin, Forum

## Fiche technique
- Titre : Contes et comptes de la cour
- Réalisation : Éliane de Latour[1]
- Photographie: Eliane de Latour
- Son : Lardia Tchambiano
- Montage : Monique Dartonne et Sophie Imbert
- Production : La Sept - Caméras continentales - Aaton - CNRS audiovisuel - ORTN (Niger)
- Pays d'origine :  France
- Genre : documentaire
- Durée : 97 minutes
- Date de sortie : France - 1993

## Distinctions

### Sélections
- Première mondiale Festival de Berlin, sélection officielle

#### Compétitions officielles
- Festival de San Francisco - (USA)
- Festival International de Chicago - (USA 1993)
- Festival International de Bombay - (Inde)
- Festival International du Cinéma du Réel - Paris (France 1993)
- Festival International des Films de Femmes - Créteil  (France 1993)
- Festival International Dei Popoli (Italie 1993)
- Festival International de Jérusalem (Israël 1993)
- Festival International de Bombay (Inde 1994)
- Festival International se San Franciso (USA 1994)
- Festival International de Melbourne - (Australie 1994)

#### Autres
- Black movies. Genève - (Suisse 1993)
- Festival de documentaire de Munich - (Allemagne 1993)
- Filmforum de Freiburg - (Allemagne)
- Göttingen - (Allemagne)
- Rencontres de Manosque - (France)
- El dorado - Bruxelles (Belgique 1993)
- Filmer à tout prix - Bruxelles (Belgique 1993)
- États Généraux de Lussas (France 1993)
- Rencontres documentaires à Pékin (Chine 1995)
- Filmforum de Friburg (Allemagne 1993)

### Récompenses
- Prix Georges-Sadoul, 1993[2]
- Prix des bibliothèques[3] - Cinéma du réel 1993
- Gold Hugo Award, 1994 - Festival de Chicago
- Prix des Rencontres Européennes de Télévision, 1994